# Diego Guastavino
Diego Nicolás Guastavino Bentancor (Montevideo, 26 luglio 1984) è un calciatore uruguaiano, centrocampista dell'Huracán Buceo.

## Carriera

### Club
Figlio di immigrati italiani in Uruguay ha iniziato la carriera nel Sud América, squadra uruguaiana, per passare poi al Deportivo Maldonado. Nel 2005 si è trasferito in Europa, precisamente agli svizzeri del Lugano. È tornato nuovamente nel suo paese nel 2007, per giocare al River Plate e nuovamente al Deportivo Maldonado.
Nel 2008, ha firmato per i norvegesi del Lyn Oslo, raccomandato da Matías Almeyda e dall'osservatore Terje Liverød. Ha esordito per la nuova squadra nella prima giornata del campionato 2008, terminata con una sconfitta per due a uno del Lyn Oslo sul campo del Rosenborg. Dopo alcuni problemi fisici che gli hanno impedito di giocare con continuità, è riuscito a conquistare un posto da titolare. Il 20 luglio 2008, ha segnato la sua prima rete nella Tippeligaen, ai danni dello Strømsgodset, in un match vinto dal Lyn per tre a due.
Il 4 agosto 2009 viene acquistato dal Brann. Il 4 gennaio 2012 rescinde il contratto che lo legava al club, motivando la scelta con la volontà di tornare in Uruguay con la famiglia. Tornò poi in patria, per militare nelle file del Fénix. L'28 dicembre 2012 si trasferisce in Perù per giocare con il Universitario de Deportes.

## Palmarès

### Club
- Campionato peruviano: 1

Universitario: 2013